# Coenotephria assimilata
Coenotephria assimilata là một loài bướm đêm trong họ Geometridae.